# Classe Tango
La classe Tango (nome in codice NATO, progetto 641B Som secondo la designazione russa) era una classe di sottomarini d'attacco a propulsione convenzionale diesel-elettrica (SSK) composta da 18 unità, costruite in Unione Sovietica come successori della precedente classe Foxtrot; entrati in servizio tra il 1973 e il 1982, oggi i Tango sono stati tutti ritirati dal servizio attivo, con solo tre unità conservate come navi-museo.
La classificazione russa per questi battelli è Podvodnaya Lodka (sottomarino).

## Sviluppo
L'ingresso in servizio del primo esemplare, il B 443, risale al 1973. La produzione complessiva ammonta a 19 unità. La costruzione avvenne presso il cantiere navale di Krasnoe Sormovo, presso Nižnij Novgorod, anche se l'allestimento finale veniva effettuata a Severodvinsk.
Ne vennero costruite due differenti versioni, che si differenziano per il fatto di essere leggermente più lunghi (forse per l'installazione di un equipaggiamento antisommergibile più sofisticato).
La costruzione venne interrotta a favore dei più sofisticati classe Kilo.

## Tecnica
Dal punto di vista tecnico, i Tango sono piuttosto simili ai Foxtrot. Il sistema propulsivo era il medesimo dei predecessori. Tuttavia, molto diverse erano le dotazioni: infatti, questi battelli erano equipaggiati con un nuovo sonar, un'elettronica decisamente più moderna e completa, ed una batteria di riserva con una durata maggiore. L'armamento era più sofisticato, perché fornito di un sistema automatico di controllo del fuoco. Inoltre, i tubi da 533 mm potevano essere utilizzati anche per deporre mine.
Anche la forma dello scafo era più adatta alle operazioni subacquee.
In pratica, si trattava di una versione decisamente migliorata rispetto ai Foxtrot, in grado di operare anche nell'oceano aperto.

## Il servizio
I Tango erano stati progettati per contrastare i sottomarini nucleari e le unità di superficie della NATO. Inoltre, risultavano idonei anche alla protezione dei convogli. All'epoca del loro ingresso servizio erano considerati grandi mezzi, idonei per combattere le navi occidentali.
Tuttavia, trattandosi di SSK a metà strada tra la seconda e la terza generazione, oggi, sono considerati obsoleti ed anziani. Mai esportati, sono stati quasi tutti radiati. Fino al 2000, comunque, ne risultavano in servizio quattro nella Flotta del Nord, basati a Polyarny. Attualmente, dovrebbe sopravviverne solo uno, che però risulta nominalmente in revisione.

## Esemplari operativi
Tutti i sottomarini di questa classe vennero costruiti nel cantiere navale di Krasnoe Sormovo, presso Nižnij Novgorod. La produzione complessiva ammonta a 19 esemplari. I battelli specifici delle due versioni non sono noti.
- B 443: entrato in servizio nel 1973, è stato radiato e forse demolito.
- B 474: entrato in servizio nel 1974, è stato radiato e forse demolito.
- B 437 Magnitogorsk: (ex-Magnitogorsky Komsomolets) entrato in servizio nel 1975, è stato posto in riserva e forse demolito.
- B 498: entrato in servizio nel 1975, è stato e forse demolito.
- B 515: entrato in servizio nel 1976, è in Germania come nave museo.
- B 519: entrato in servizio nel 1976, è stato radiato nel 1995. Forse demolito.
- B 97: entrato in servizio nel 1976, è stato posto in riserva e forse demolito.
- B 290: entrato in servizio nel 1977, è stato radiato nel 1995 e forse demolito.
- B 303: entrato in servizio nel 1977, è stato radiato nel 1995. Forse demolito.
- B 146: entrato in servizio nel 1978, è stato posto in riserva e forse demolito.
- B 546: entrato in servizio nel 1978, è stato probabilmente demolito.
- B 30: entrato in servizio nel 1979, è stato posto in riserva e forse demolito.
- B 215: entrato in servizio nel 1979, è stato posto in riserva e forse demolito.
- B 396: (ex-Novosibirsky Komsomolets) entrato in servizio nel 1980, è stato radiato nel 1996. Oggi è esposto a Mosca come nave museo.
- B 307: entrato in servizio nel 1980. è stato radiato ed ora è esposto a Togliattigrad come nave museo.
- B 319: entrato in servizio nel 1981, è stato radiato nel 1996 e forse demolito.
- B 225: entrato in servizio nel 1981, è stato posto in riserva nel 2001. Forse radiato.
- B 312: entrato in servizio nel 1982, è stato radiato nel 1998 e forse demolito.
- B 380: (ex-Gor'kovskyy Komsomolets) entrato in servizio nel 1982, è stato radiato nel 1996. Sottoposto a lavori di riparazione nel 2001, è stato in revisione tra il 2004 ed il 2006. Dovrebbe essere stato recentemente radiato.